# Il grande silenzio
Il grande silenzio is een Italiaans-Franse film van Sergio Corbucci die werd uitgebracht in 1968.

## Verhaal
Enkele premiejagers vermoorden een koppel. Om te beletten dat hun zoon hen zou aangeven snijden de premiejagers de jongen de keel over zodat hij voorgoed stom wordt.
Jaren later. Aan het einde van de negentiende eeuw wordt het grootste deel van de Verenigde Staten getroffen door een ijskoude blizzard. In Utah brengt de extreme kou veroorzaakt door de wind en de hevige sneeuwval ontbering met zich mee in het stadje Snow Hill. De inwoners lijden honger en zien zich verplicht hun bergen te verlaten en af te zakken naar de valleien. Daar stelen en plunderen ze om te overleven. Zo worden ze noodgedwongen vrijbuiters.
Een groep premiejagers onder leiding van de gladde en wrede Tigrero grijpt deze situatie aan om hen op te jagen. Pauline, wier man door Tigrero werd vermoord, huurt de stomme scherpschutter Silenzio in om hem te wreken. 

## Rolverdeling
| Acteur                 | Personage                             |
| ---------------------- | ------------------------------------- |
| Jean-Louis Trintignant | Silenzio / Silence                    |
| Klaus Kinski           | "Loco" Tigrero                        |
| Vonetta McGee          | Pauline Middleton                     |
| Frank Wolff            | sheriff Gideon Burnett                |
| Luigi Pistilli         | Henry Pollicut                        |
| Mario Brega            | Martin, de assistent van Pollicut     |
| Carlo D'Angelo         | de gouverneur van Utah                |
| Marisa Merlini         | Regina, de uitbaatster van het saloon |
| Raf Baldassarre        | Sanchez                               |